# Formicivora grantsaui
Formicivora grantsaui là một loài chim trong họ Thamnophilidae.